# Sergio Ahumada
Sergio Alberto Ahumada Bacho (Coquimbo, 2 de febrero de 1947) es un exfutbolista chileno que jugó como delantero.

## Trayectoria
Ingresó a las divisiones menores de Deportes La Serena en 1959, club al que llegó desde el club del pueblo La Cantera, cerca de Coquimbo. Fue promovido en 1966 al primer equipo por el entrenador Dante Pesce, debutando contra Green Cross en la primera rueda del torneo de dicho año. El año 1967, fue a préstamo a San Antonio Unido en la segunda división (Primera B). De vuelta en Dep. La Serena, fue confirmado como titular el año 1968.
Después, junto a su compañero Juan Koscina, fue comprado por Colo-Colo, donde jugó desde 1970 a 1973. Y fue campeón de liga en los años 1970 y 1972. Además, fue subcampeón de la Copa Libertadores de América de 1973.
En 1974 y 1975, jugó en la Unión Española, participando en el subcampeonato de la Copa Libertadores de América de 1975 y en la obtención del campeonato de liga de ese mismo año.
Luego de su paso por Unión, partió a México para jugar por Tecos de la UAG.
En 1976, fue contratado por Everton, donde fue campeón de liga en el año 1976 y jugó hasta el año 1978.
En 1979 y 1980, jugó en  O'Higgins de Rancagua.
En 1980 y 1981, jugó en Deportes La Serena y posteriormente, en su archirrival y equipo de su ciudad natal Coquimbo Unido, donde ahí se retiró.
Junto con Carlos Caszely formaron una dupla perfecta, tanto en Colo-Colo como en la selección.

## Selección nacional
Fue internacional con la selección de fútbol de Chile. Su estadística registra cuarenta y nueve partidos jugados en los cuales convirtió nueve goles y disputó un Mundial. Fue el autor del único gol de Chile en el Mundial de Alemania 74, gol anotado en el minuto 69 del empate a 1 entre Chile y la RDA.

## Participaciones en Copas del Mundo
| Mundial                        | Sede     | Goles | Resultado     |
| ------------------------------ | -------- | ----- | ------------- |
| Copa Mundial de Fútbol de 1974 | Alemania | 1     | Primera fase. |

## Clubes
| Club               | País   | Año       |
| ------------------ | ------ | --------- |
| Deportes La Serena | Chile  | 1966      |
| San Antonio Unido  | Chile  | 1967      |
| Deportes La Serena | Chile  | 1968-1969 |
| Colo-Colo          | Chile  | 1970-1974 |
| Unión Española     | Chile  | 1974-1975 |
| Tecos de la UAG    | México | 1975      |
| Everton            | Chile  | 1976-1978 |
| O'Higgins          | Chile  | 1979-1980 |
| Deportes La Serena | Chile  | 1980-1981 |
| Coquimbo Unido     | Chile  | 1981      |

## Palmarés

### Campeonatos nacionales
| Título           | Club           | País  | Año  |
| ---------------- | -------------- | ----- | ---- |
| Primera División | Colo-Colo      | Chile | 1970 |
| Primera División | Colo-Colo      | Chile | 1972 |
| Primera División | Unión Española | Chile | 1975 |
| Primera División | Everton        | Chile | 1976 |